# Довгий хвіст

Графік експоненційної функції, який ілюструє динаміку рівня популярності товару. Зліва — зображення піку продажів і їх поступовий спад, до виведення товару з асортименту. Справа — «довгий хвіст». Площі лівої і правої частин графіка рівні.

Довгий хвіст (англ. Long tail) — роздрібна концепція, що описує явище великих сумарних продажів товарів, які стали свого часу класикою, в порівнянні з товарами, які в певний час вважаються модними.
Концепцію «Довгий хвіст»  вперше сформулював  Кріс Андерсон в однойменній статті в журналі Wired.

## Історія
Розподіл частоти з довгими хвостами вивчали статистики щонайменше з 1946 р. Термін також використовується у фінансах та страховому бізнесі протягом багатьох років. Робота Беноо Мандельброта в 1950 -х роках і пізніше призвела до того, що його називали "батьком довгих хвостів".
Довгий хвіст був популяризований Крісом Андерсоном у статті Wired Magazine в жовтні 2004 року, в якій він згадував Amazon.com, Apple та Yahoo! як приклади підприємств, що застосовують цю стратегію. Андерсон розробив цю концепцію у своїй книзі "Довгий хвіст: чому майбутнє бізнесу продається менше.

## Зноски
1. ↑  Chris Anderson[en]. The Long Tail. Wired. Архів оригіналу за 10 вересня 2011. Процитовано 15 листопада 2011. {{cite web}}: Перевірте значення |author= (довідка)
2. ↑  Bessis, Jöel "Risk Management in Banking". Wiley, 1995
3. ↑  Quinion, Michael (24 грудня 2005). Turns of Phrase: Long Tail. World Wide Words. Процитовано 25 грудня 2011.
4. ↑  Obrist, Hans Ulrich  "The Father of Long Tails. An interview with Benoît Mandelbrot" [Архівовано 2018-12-29 у Wayback Machine.], Edge.org, 2008
5. ↑  Quinion, Michael (24 грудня 2005). Turns of Phrase: Long Tail. World Wide Words. Процитовано 25 грудня 2011.
6. ↑  Anderson, Chris. "The Long Tail" Wired, October 2004.